# Luzichová
Luzichová je přírodní památka jižně od obce Lomnice v okrese Brno-venkov. Důvodem ochrany je ojedinělé přirozené společenstvo listnatého lesního porostu na strmých skalnatých svazích do údolí Besénku s výskytem zvláště chráněných druhů rostlin.